# Galatás (Arcadie)
Pour les articles homonymes, voir Galata (homonymie).
Galatás (grec moderne : Γαλατάς) est une localité située dans le dème de Gortynie, dans le district régional d'Arcadie, dans la périphérie du Péloponnèse, en Grèce.
Selon le recensement de 2021, elle compte 3 habitants.